# ピーテル・デ・グレッベル
ピーテル・デ・グレッベル（Pieter Fransz. de Grebber、1600年ころ生まれ、1652年か1653年に没）はオランダ黄金時代の画家の一人である。肖像画、歴史画、宗教画を描いた。

## 略歴
ハールレムで、画家でタペストリーのデザイナーのフランス・ピーテルスゾーン・デ・グレッベル(Frans Pietersz. de Grebber: c.1573- 1649)の息子に生まれた。カトリック教徒の芸術家を多く輩出した家族の出身で、ピーテル・デ・グレッベルの10人の兄弟のうち、2人の弟は画家になり、妹のマリア(Maria de Grebber: 1602-1680)も画家になった 。マリアの娘は画家のハブリエル・メツーと結婚した。
ピーテル・デ・グレッベルは父親や版画家のヘンドリック・ホルツィウスから絵を学んだとされる 。1618年には父親とアントウェルペンに旅しピーテル・パウル・ルーベンスの『ライオンの穴の中のダニエル』の購入の交渉をしたことが知られている。ルーベンスの絵はイギリスの外交官で美術品収集家のダドリー・カールトン(Dudley Carleton)を経由して、イギリス王チャールズ1世の所有となった。
画家としては1832年にハールレムの聖ルカ組合のメンバーになり、ハールレムの市民やオランダ総督フレデリック・ヘンドリックから注文を受けた。ルーベンスやレンブラント、ハールレムのカラヴァジェスティ（カラヴァッジョ派）の画家たちなどの影響を受けて歴史画や肖像画などを描き、ナールトウェイク (Naaldwijk)やデン・ハーグの宮殿の装飾画やフランドルやオランダの教会の祭壇画も描いた。

## 作品

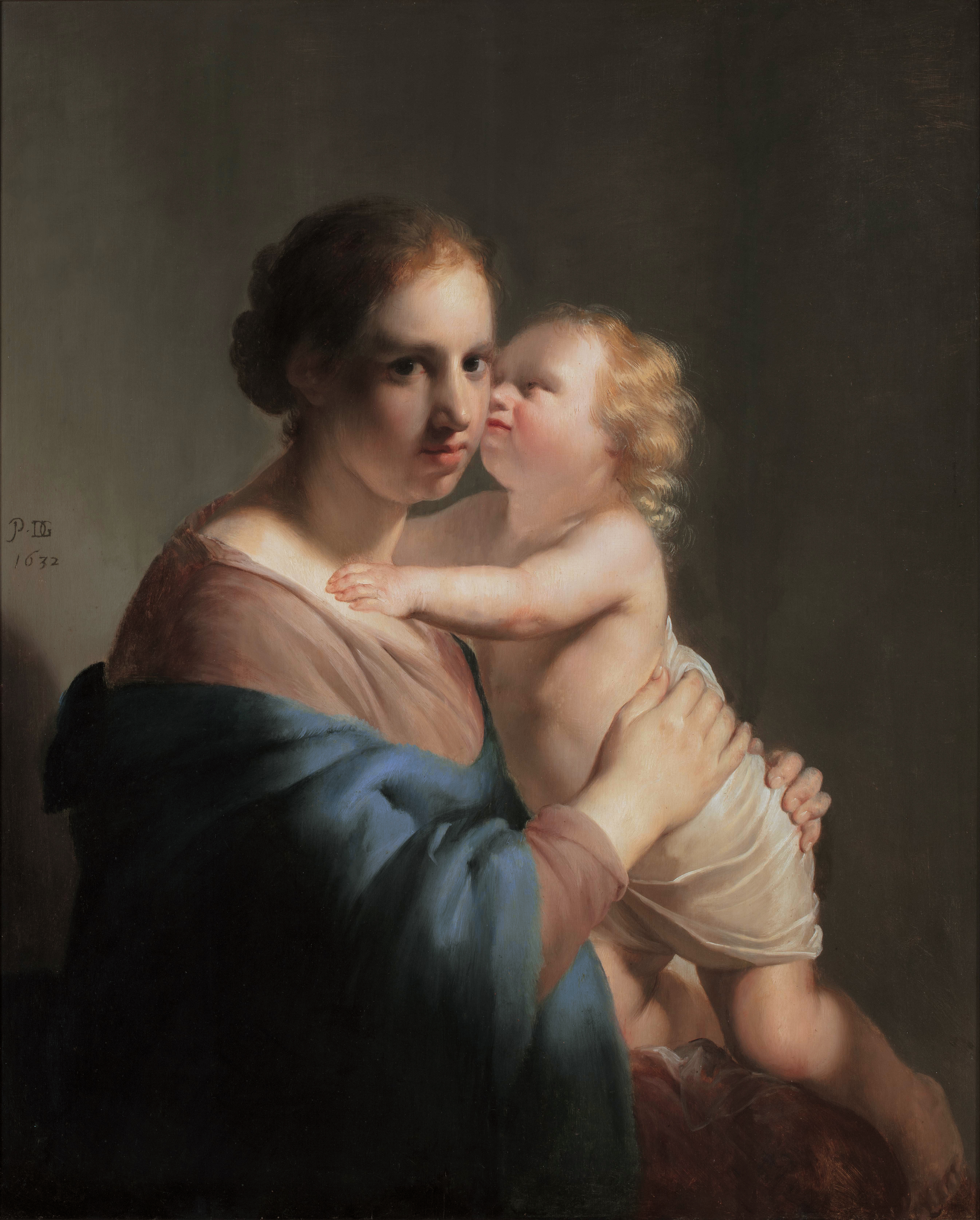
聖母子
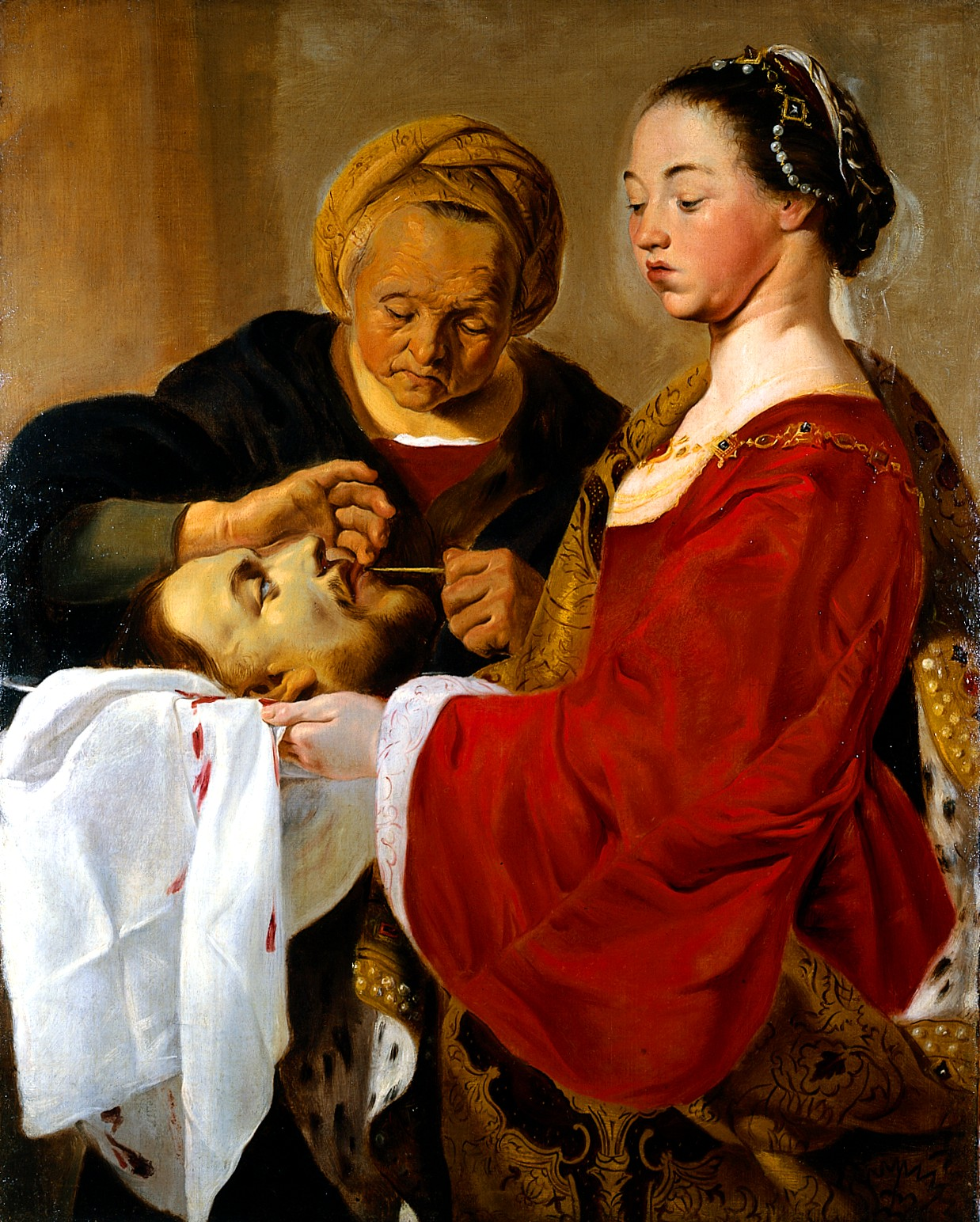
洗礼者ヨハネの首を持つヘロデヤ
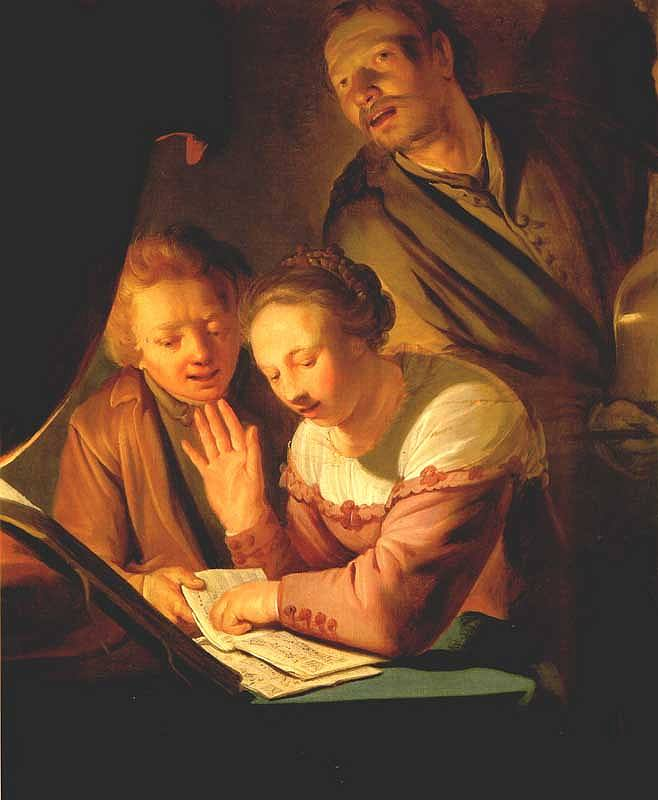
3人の音楽家
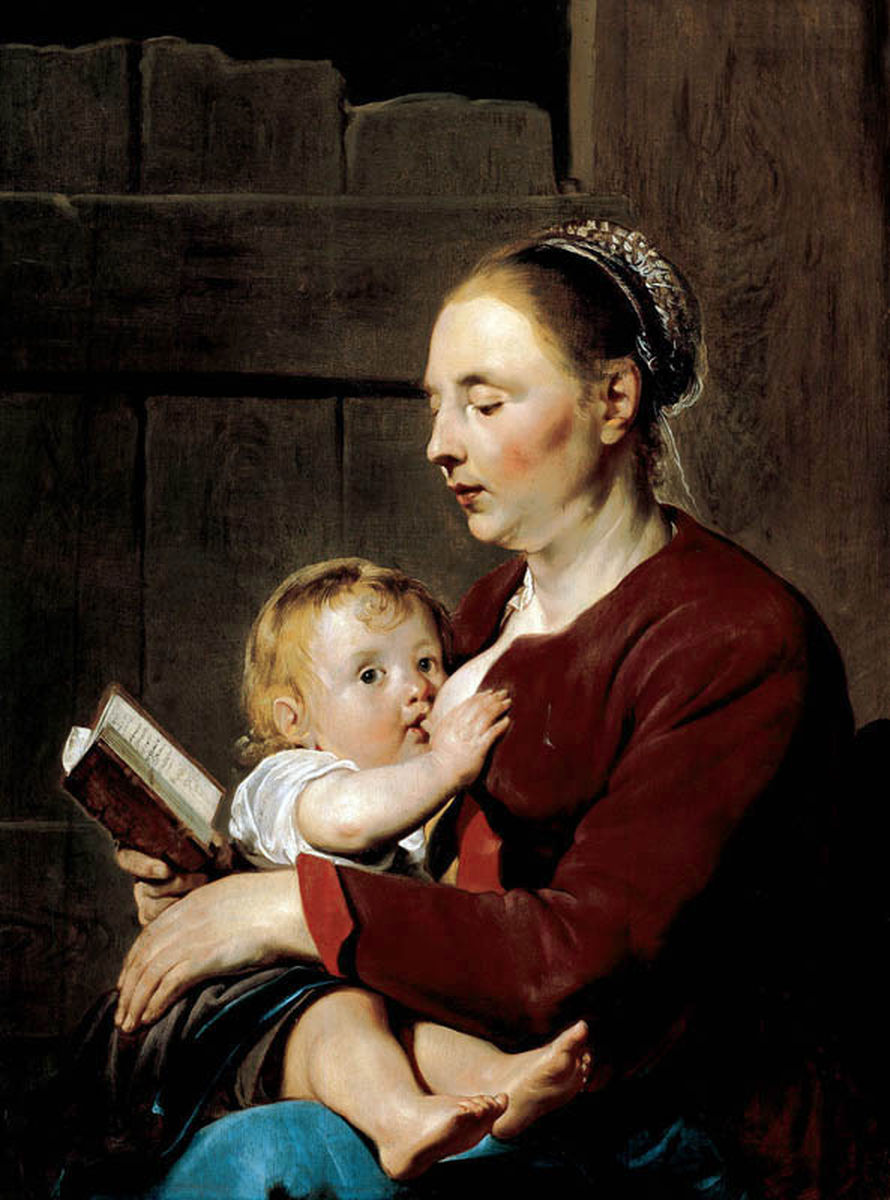
母と子

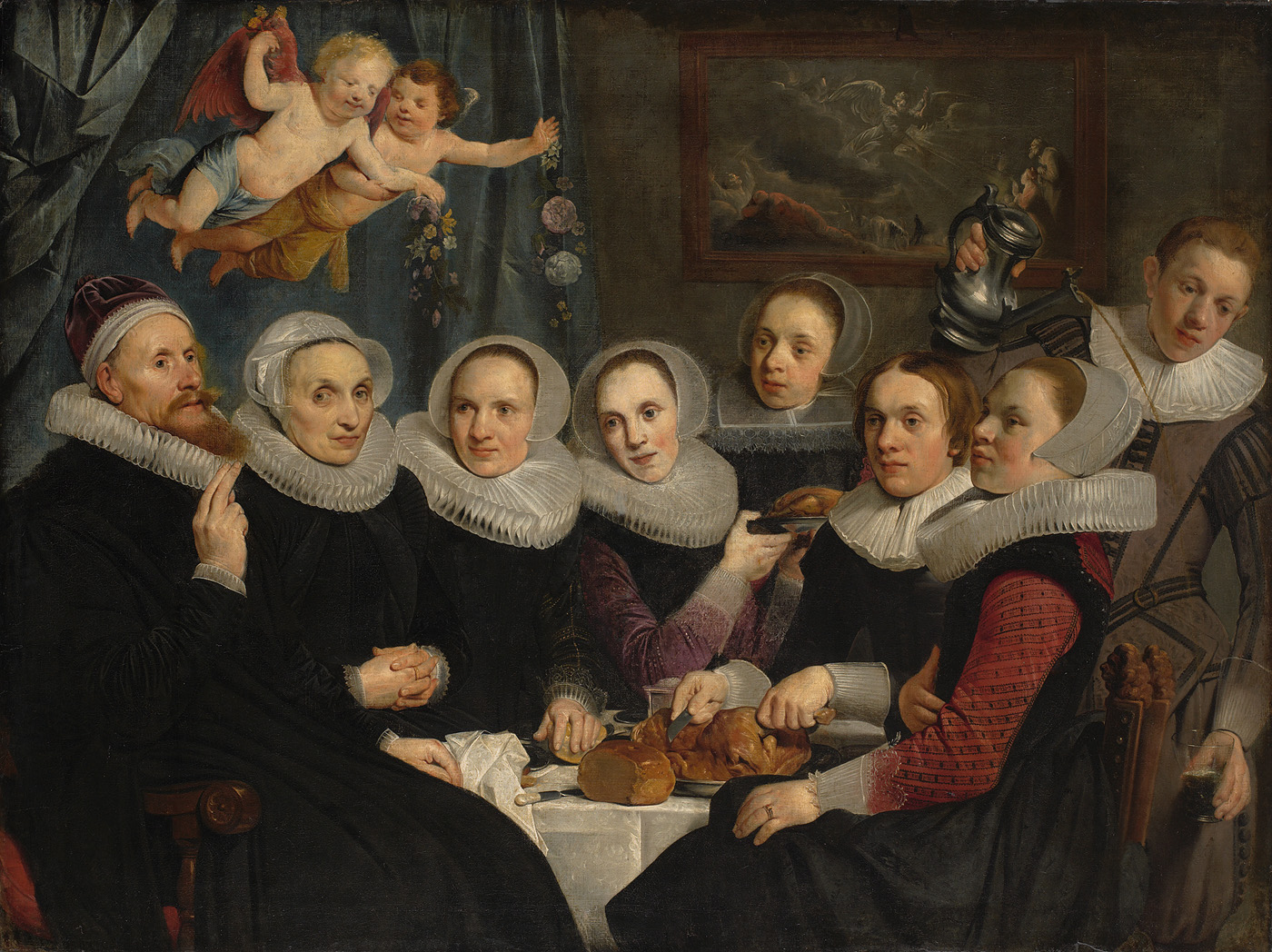
詩人Theodorus Schreveliusと家族、Amsterdam Museum 蔵
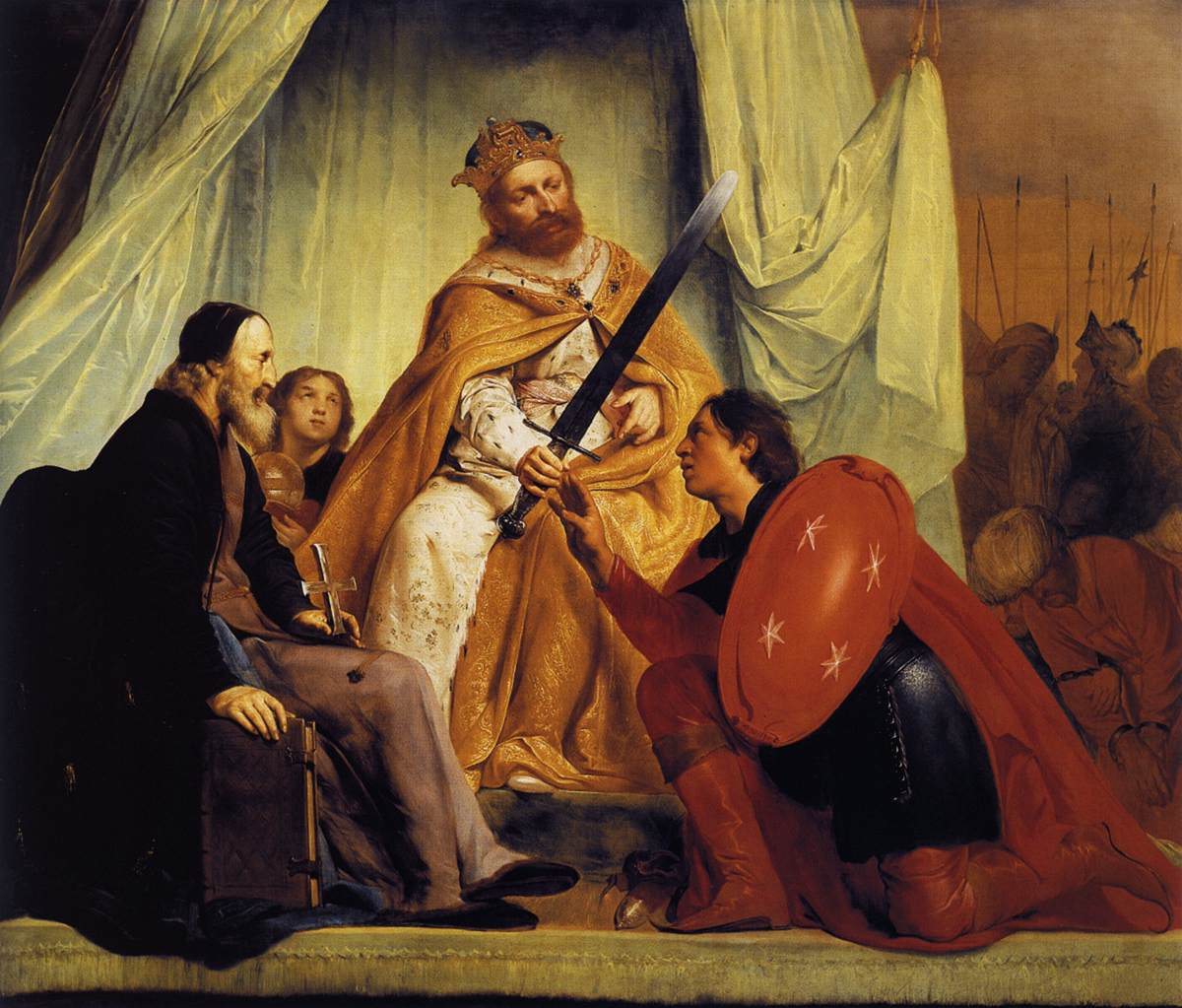
ハールレム市に紋章の盾と剣を与えるフリードリヒ1世
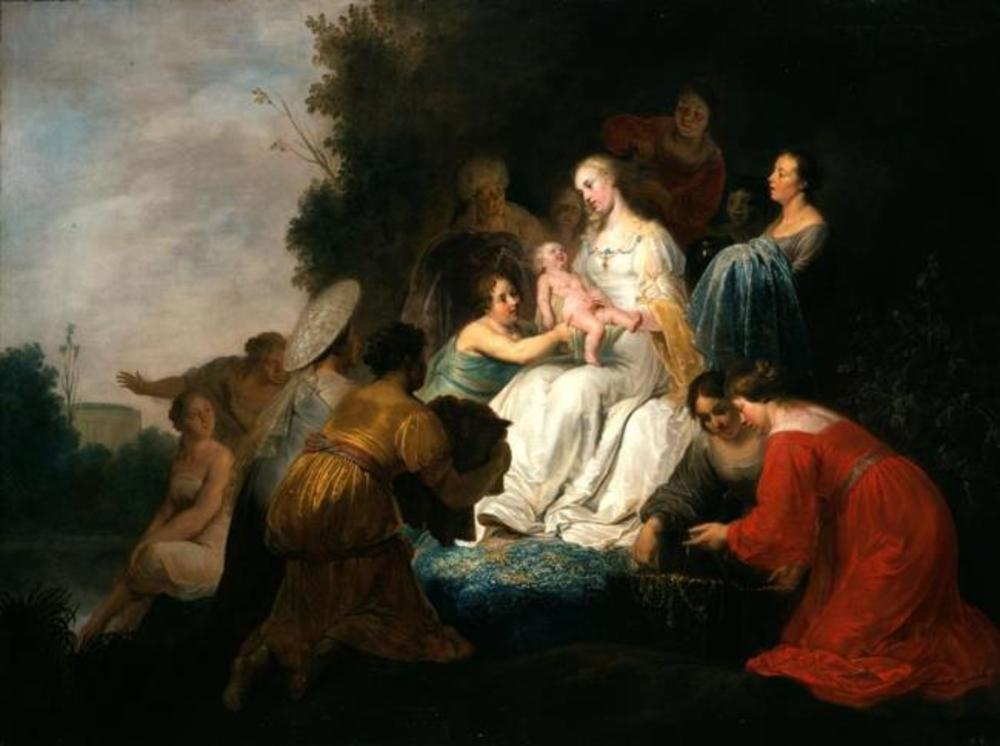
ナイル川から拾われるモーゼ ドレスデン美術館 蔵